# Outlook (Montana)
Outlook es un pueblo ubicado en el condado de Sheridan en el estado estadounidense de Montana. En el Censo de 2010 tenía una población de 47 habitantes y una densidad poblacional de 13,92 personas por km².

## Geografía
Outlook se encuentra ubicado en las coordenadas 48°53′20″N 104°47′6″O / 48.88889, -104.78500. Según la Oficina del Censo de los Estados Unidos, Outlook tiene una superficie total de 3.38 km², de la cual 3.38 km² corresponden a tierra firme y (0%) 0 km² es agua.

## Demografía
Según el censo de 2010, había 47 personas residiendo en Outlook. La densidad de población era de 13,92 hab./km². De los 47 habitantes, Outlook estaba compuesto por el 95.74% blancos, el 0% eran afroamericanos, el 4.26% eran amerindios, el 0% eran asiáticos, el 0% eran isleños del Pacífico, el 0% eran de otras razas y el 0% pertenecían a dos o más razas. Del total de la población el 0% eran hispanos o latinos de cualquier raza.